# Дубовица (Велики Буковец)
Дубовица је насељено место у саставу општине Велики Буковец у Вараждинској жупанији, Хрватска. До територијалне реорганизације у Хрватској налазила се у саставу старе општине Лудбрег.

## Становништво
На попису становништва 2011. године, Дубовица је имала 312 становника.

## Попис1991.
На попису становништва 1991. године, насељено место Дубовица је имало 369 становника, следећег националног састава:
| Попис 1991.‍ | Попис 1991.‍ | Попис 1991.‍ | Попис 1991.‍ | Попис 1991.‍ |
| ----------- | ----------- | ----------- | ----------- | ----------- |
|             |             |             |             |             |
| Хрвати      | Хрвати      |             | 369         | 100%        |
| укупно: 369 |             |             |             |             |